# 徳田ねぎ
徳田ねぎ（とくだねぎ）はネギの一品種。岐阜県羽島郡岐南町の特産品である。

## 産地
主に岐南町南西部の徳田と北東部の上印食での栽培が盛んである。

## 歴史
江戸時代後期、美濃国羽栗郡徳田村（現、岐南町）の土壌は木曽川の洪水などの影響を受け砂が多く含まれた土であった。この土に合う作物として、尾張国海西郡（現愛知県海部郡、弥富市）で栽培されていたネギを入手し、栽培したのが始まりという。昭和初期、羽島郡八剣村（現、岐南町）が、農家に徳田ねぎの栽培を推奨したことにより広まったという。
2002年（平成14年）、岐阜県より、飛騨・美濃伝統野菜に認定される。

## 特徴
- 一般的に、ねぎは、地中の白い根の部分を食べる白ねぎ（下仁田ねぎなど）、緑の葉を食べる青ねぎ（九条葱、万能葱など）に大別される。徳田ねぎは両者の中間型であり、白根、葉どちらも食用可能である。
- 焼いたり煮たりした徳田ねぎを、出汁などで溶いた八丁味噌を付けるといった食べ方がある。
- 主な出荷地は、岐阜県、愛知県。
- 種子は伝統的に自家採種である。9月に播種。翌年4月頃に苗を移植し、7月頃に本畑に植えかえる。11月頃から翌年3月に収穫する。
- 畝を高くしての栽培が多い。途中数回土寄せをする。

## 文化
2006年（平成18年）、岐南町が町制50周年を記念して誕生した、町のキャラクター「ねぎっちょ」は、徳田ねぎをデザインしたキャラクターである。
また同町では2007年の夏祭りに「N-1グランプリ」という徳田ねぎを使った創作料理コンテストが行われた。